# Dyakinodes penibifida
Dyakinodes penibifida är en kackerlacksart som beskrevs av Roth, L. M. 1990. Dyakinodes penibifida ingår i släktet Dyakinodes och familjen småkackerlackor. Inga underarter finns listade i Catalogue of Life.